# Mark Roebbers
Mark Roebbers (Wijchen, 31 januari 1992) is een voormalig Nederlands voetballer die als centrale verdediger of middenvelder speelt. Hij  speelde hij bij FC Oss, Achilles '29 en Sportclub N.E.C..

## Carrière
Roebbers is een product van de gezamenlijke jeugdopleiding van N.E.C. en FC Oss. In 2011 werd hij door Dirk Heesen naar de selectie van de Ossenaren gehaald, maar hier kon hij niet doorbreken. Een jaar later besloot hij naar amateurkampioen Achilles '29 te gaan, waar hij een belangrijke spil in het tweede elftal werd. De overgang leek eerst van korte duur door een overstap naar het Griekse AO Kassiopi, maar in augustus sloot Roebbers toch aan bij Achilles. Roebbers speelde voor de eerste selectie enkele bekerwedstrijden, maar moest tot 21 december 2013 wachten voordat hij zijn competitiedebuut voor de Groesbekenaren mocht maken. Hij mocht bij de kersverse eerstedivisionist vlak voor tijd invallen voor Steven Edwards op bezoek bij Jong FC Twente. Bij dit ene optreden bleef het voor de Groesbekers en toen zijn contract in 2014 afliep, verruilde hij de semi-profs voor de amateurs van N.E.C., die in de Hoofdklasse spelen. In 2015 stopte hij vanwege blessures.

## Statistieken
| Seizoen                     | Club             | Land      | Competitie           | Wed. | Goals |
| --------------------------- | ---------------- | --------- | -------------------- | ---- | ----- |
| 2011/12                     | FC Oss           | Nederland | Jupiler League       | 0    | 0     |
| 2012/13                     | Achilles '29     | Nederland | Topklasse Zondag     | 0    | 0     |
| 2013/14                     | Achilles '29     | Nederland | Jupiler League       | 1    | 0     |
| 2014/15                     | Sportclub N.E.C. | Nederland | Hoofdklasse Zondag C |      |       |
| Totaal                      | Totaal           | Totaal    | Totaal               | 1    | 0     |
| Bijgewerkt tot 17 juni 2014 |                  |           |                      |      |       |